# Lenguas batánicas
Las lenguas batánicas son un conjunto de lenguas muy relacionadas entre sí que forman este subgrupo de la familia austronesia de lenguas. La rama ibatánica de estas lenguas se hablan en Batán y otras tres pequeñas islas batánicas, las cuales son las islas del norte de Filipinas localizadas entre Taiwán y Luzón. La otra rama, la lengua yami, se habla en la isla Orquídea, cerca de Taiwán.

## Comparación léxica
Los numerales reconstruidos para diferentes lenguas batánicas son:
| GLOSA | Ibatánico   | Ibatánico | Ibatánico | Ibatánico | Ibatánico | Ibatánico  | Yami  | Yami   | PROTO- BATÁNICO |
| GLOSA | Babuyan     | Imorod    | Iralay    | Itbayaten | Ivasay    | Batán      | Yami  | Yami   | PROTO- BATÁNICO |
| ----- | ----------- | --------- | --------- | --------- | --------- | ---------- | ----- | ------ | --------------- |
| 1     | asa         | asa       | asa       | qaqsaq    | asa       | qāsaq      | ʔáṣaʔ | asa    | *ʔasaʔ          |
| 2     | dowa~ dadwa | dowa      | dowa      | duhaq     | dadwa     | dadoaq     | ru'aʔ | roa    | *[da]-dohaʔ     |
| 3     | tatdo~ tdo  | teylo     | atlo      | qatluq    | tatdo     | tatdoq     | tiluʔ | atoro  | *[ta-tluʔ       |
| 4     | āpat        | apat      | apat      | qaqpat    | aʔpat     | qapat      | apat  | ap-pat | *ʔapat          |
| 5     | dadima      | lima      | lima      | limaq     | dima      | limaq      | lima  | lima   | *limaʔ          |
| 6     | ānem        | anem      | anem      | qaqnɨm    | anem      | qānɨm      | onom  | onom   | *ʔanəm          |
| 7     | papito      | pito      | pito      | pituq     | pito      | papitoq    |       |        | *[pa]-pitoʔ     |
| 8     | wawaho      | wawo      | wawo      | waǥuq     | waho      | wawahoq    |       |        | *[wa]-waLo      |
| 9     | sasiyam     | siam      | siyam     | siam      | siam      | siam       |       |        | *[sa-]syam      |
| 10    | sapoho      | poho      | poo       | sāpuǥuq   | asāpoho   | qāsa pohoq | pú'uʔ | po     | *sa-puLuʔ       |